# Parque estatal Black Moshannon
El Parque Estatal Black Moshannon es un área de 1409 ha, y forma parte de los 120 Parques estatales de Pensilvania, ubicado en el condado de Centre dentro del Municipio de Rush en Pensilvania, Estados Unidos. Dentro de su territorio se encuentra el lago Black Moshannon, formado por la represa del arroyo Black Moshannon, que ha dado su nombre al lago y al parque. El parque se encuentra justo al oeste de la escarpa "Allegheny Front", y a unos 14 km al este de Philipsburg por la Ruta Estatal de Pensilvania 504. Además gran parte de su perímetro es rodeado por el Bosque Estatal Moshannon.
El parque posee una enorme zona de pantanos que proporcionan un hábitat ideal para una fauna y flora muy diversas con especies difíciles de encontrar en otras áreas del estado, tales como plantas carnívoras, orquídeas, y otras especies que normalmente se localizan más al norte. Este parque fue elegido por la "Oficina de Parques de Pensilvania", para formar parte de la lista de los 20 parques más visitados del estado, gracias a que posee el "complejo de pantanos y humedales más grande de Pensilvania".
La zona del Black Moshannon ha sido habitada por el ser humano desde hace mucho tiempo atrás gracias a los abundantes recursos naturales de la región permitiendo a sus habitantes subsistir, desarrollarse industrialmente, y gracias a su belleza natural, también es muy concurrido desde antaño con fines recreativos. La tribu conocida como la Nación Seneca fue una de las tantas que utilizó esta región para vivir, donde practicaron actividades como la caza y la pesca.
Los primeros colonos europeos que llegaron a esta región, rápidamente despejaron vastos sectores de bosques para poder desarrollar su agricultura, y desde entonces se comenzó con la tala de los bosques antiguos compuestos por pinos blancos y cicutas orientales para satisfacer sus necesidades y para proveer de madera a la pujante nación en crecimiento de los Estados Unidos de finales del siglo XIX.
En el siglo pasado, el Parque Estatal Black Moshannon volvió a resurgir de entre las cenizas de un bosque empobrecido que fue destruido en gran parte por los incendios posteriores a la época conocida como la “era de madera”. Estos bosques fueron rehabilitados por el Cuerpo Civil de Conservación (CCC), durante la Gran Depresión de la década de 1930. Muchos de los edificios construidos por el Cuerpo de Conservación Civil en el parque, hoy en día figuran como protegidos por la lista del Registro Nacional de Lugares Históricos, y se encuentran distribuidos en tres distritos históricos ubicados dentro del mismo Parque Moshannon.
El Parque Estatal Black Moshannon está abierto todo el año para la recreación y posee una amplia red de caminos ideales para la práctica del senderismo, ciclismo, y para observar el hábitat en los pantanos pertenecientes al Área Natural del Estado. El parque se encuentra en el puesto Nº33 para la observación de aves dentro del "Área de conservación de aves" de Pensilvania, donde se han registrado 175 especies diferentes. Este parque también es el hogar de muchas plantas raras, así como de animales inusuales, debido a su ubicación en la cima de la Meseta de Allegheny, donde el lago del parque se encuentra a una altitud de 580 m s. n. m.
Grandes sectores del parque están abiertos a la caza, y en el lago y los arroyos está permitido pescar en bote. Además el parque posee varias playas con sectores balnearios habilitados para la natación. En invierno el parque es un destino popular para la práctica de esquí de fondo, y desde 1967 hasta 1982 también funcionó una pequeña pista de esquí en una de las laderas del parque. También son muy populares las zonas de acampada y pícnic, donde el grupo "Amigos del Parque Estatal Black Moshannon" promueve todas las actividades recreativas asociadas a este.

## Historia

### Americanos Nativos

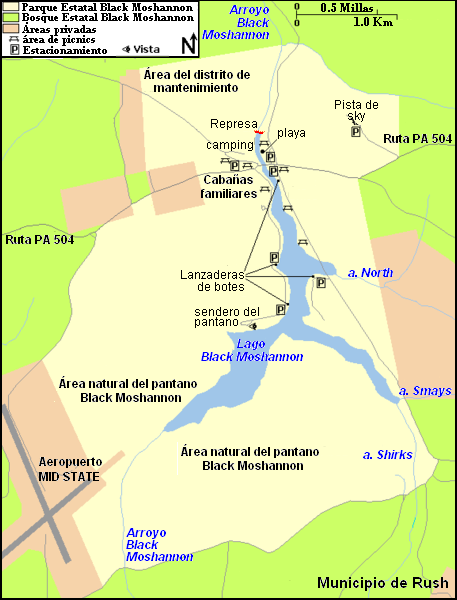
Parque Estatal Black Moshannon, mapa del lago y los arroyos.

Los seres humanos han vivido en lo que ahora es Pensilvania desde al menos el año 10 000 a C. Los primeros pobladores fueron cazadores nómadas paleo-indios conocidos por sus herramientas de piedra
Los cazadores-recolectores del periodo arcaico de América, que duró localmente desde el 7000 hasta 1000 a C., utilizaban una gran variedad de artefactos de piedra, algunos considerados como “sofisticados”. Entre el 1000 a C. y el 1500 d C. durante el periodo de bosques, hubo una transición gradual a las aldeas semi-permanentes y a la práctica de la horticultura. Las evidencias arqueológicas encontradas en el estado de Pensilvania de este tiempo incluye una amplia gama de tipos de cerámica, montículos o túmulos funerarios, arcos y flechas, y adornos de diferentes estilos.
El arroyo Black Moshannon se encuentra dentro de la cuenca hidrográfica del Brazo Occidental del Río Susquehanna, cuyos primeros habitantes eran miembros de la Confederación Iroquesa, conocidos como la tribu Conestoga, también llamados “Susquehannock”, que según el dialecto algonquino significa la "gente del río fangoso". Era una sociedad organizada bajo un matriarcado, y vivían en aldeas conformadas por grandes casas de empalizadas. Esta tribu, al igual que otras tantas, fue diezmada por distintas enfermedades y por las guerras con las otras cinco naciones iroquesas, y para 1675 o habían muerto, o habían abandonado su tribu o fueron asimilados culturalmente por otras tribus superiores.
Debido a esto, las tierras del valle del Brazo occidental del río Susquehanna quedaron bajo el control nominal de los iroqueses. Estos aborígenes vivían en grandes casas, principalmente en lo que hoy es Nueva York, y tenía una fuerte confederación, que les dio poder más allá de su territorio. Para llenar el vacío dejado por la desaparición de los susquehannocks, los iroqueses alentaban a poblaciones desplazadas desde el este a establecerse en la cuenca del brazo occidental, incluido los lenape (o delaware).
El pueblo nativo conocido como seneca era una de las tribus pertenecientes a la Confederación iroquesa, y habitaban en la zona del lago Black Moshannon, que con el tiempo se había transformado en una serie de estanques producidos por los embalses de los castores. Ellos y otros pueblos nativos, incluidos los "Lenape", cazaban, pescaban y practicaban el comercio en esta región.

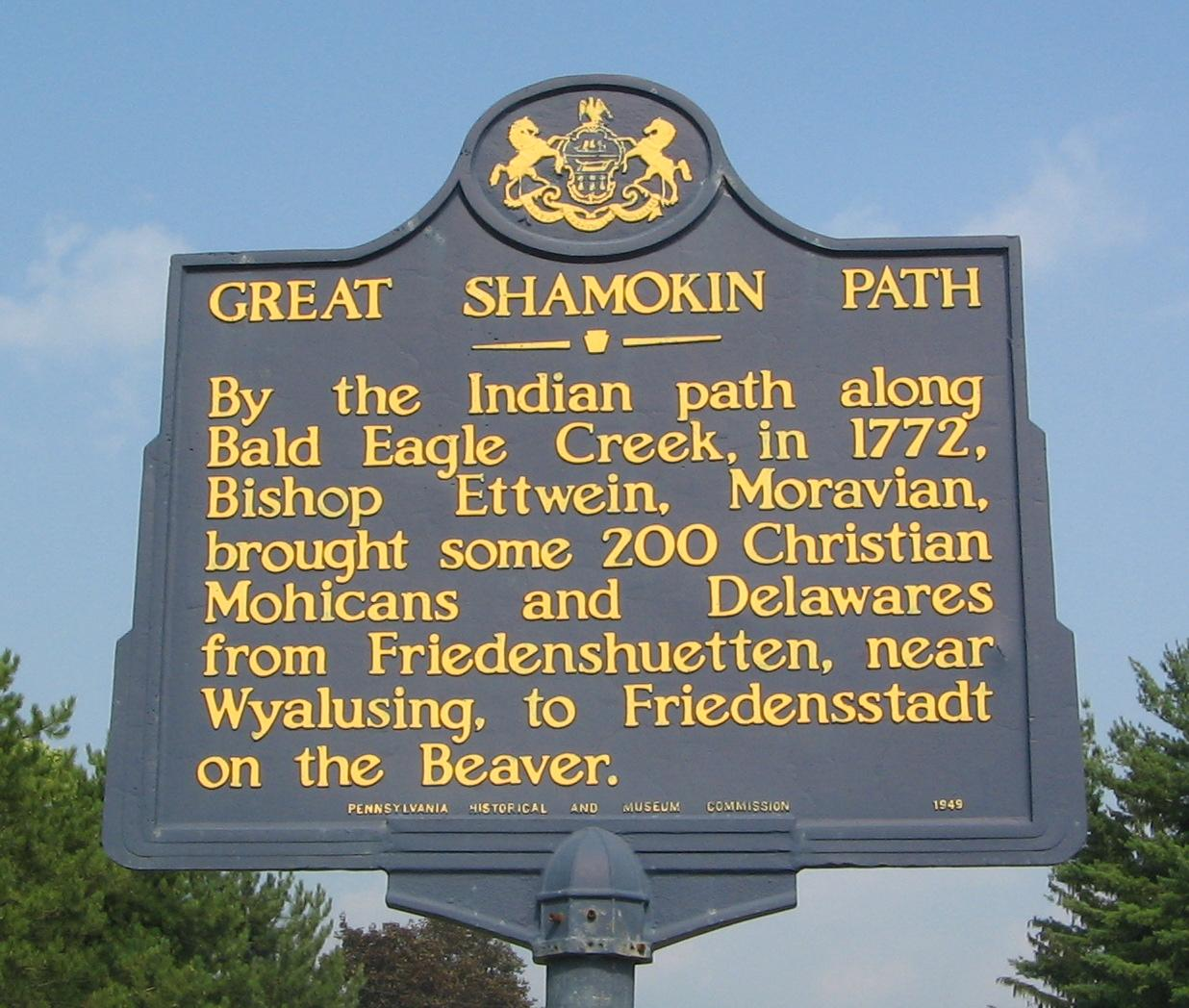
Marcador histórico del "Gran camino Shamokin", ubicado sobre la Ruta 150 de Pensilvania al oeste de Lock Haven.

La Gran Ruta Shamokin era la principal ruta de acceso nativa que conectaba de este a oeste las cuencas del río Susquehanna y el río Allegheny, este camino cruzaba por el arroyo Black Moshannon a través de un vado a pocos kilómetros aguas abajo del parque, sin embargo, no hay rastros que indiquen que los pueblos indígenas hubieran pasado por el parque en sí.
El parque posee uno de los senderos originales de los indios de unos 1.6 km de longitud, y en la actualidad es frecuentado por los amantes del senderismo silvestre a través de caminos muy naturales ya que transita a través de bosques abiertos de robles y pinos, con algunos claros ocasionales y además pasa por en medio de un bosque de crataegus.
La Guerra Franco-india entre (1754-1763) llevó a la emigración de muchos nativos americanos hacia el oeste a la cuenca del río Ohio.
El 5 de noviembre de 1768, el Reino Unido adquirió a través de una "Nueva compra" según figura en el Tratado de Fort Stanwix, varias tierras dominadas por los iroqueses, incluyendo lo que ahora es el Parque Black Moshannon. Después de la Guerra de Independencia de los Estados Unidos, los indígenas se radicaron casi en su totalidad al oeste de Pensilvania. Aunque no se conocen indicios arqueológicos de estos sucesos dentro del parque en si. El nombre Moshannon (pronunciado | moʊʃænən) deriva del dialecto "Lenape" (o del delaware) Moss-Hanne que significa "curso del alce", y da nombre al Arroyo Moshannon y a su tributario, el arroyo Black Moshannon, que corre dentro del parque. Por otra parte, el nombre "Black Moshannon" (traducido al español: Moshannon negro), se refiere al color oscuro del agua, producto de los taninos provenientes de la vegetación local y de los pantanos de la zona.

### La era de la madera

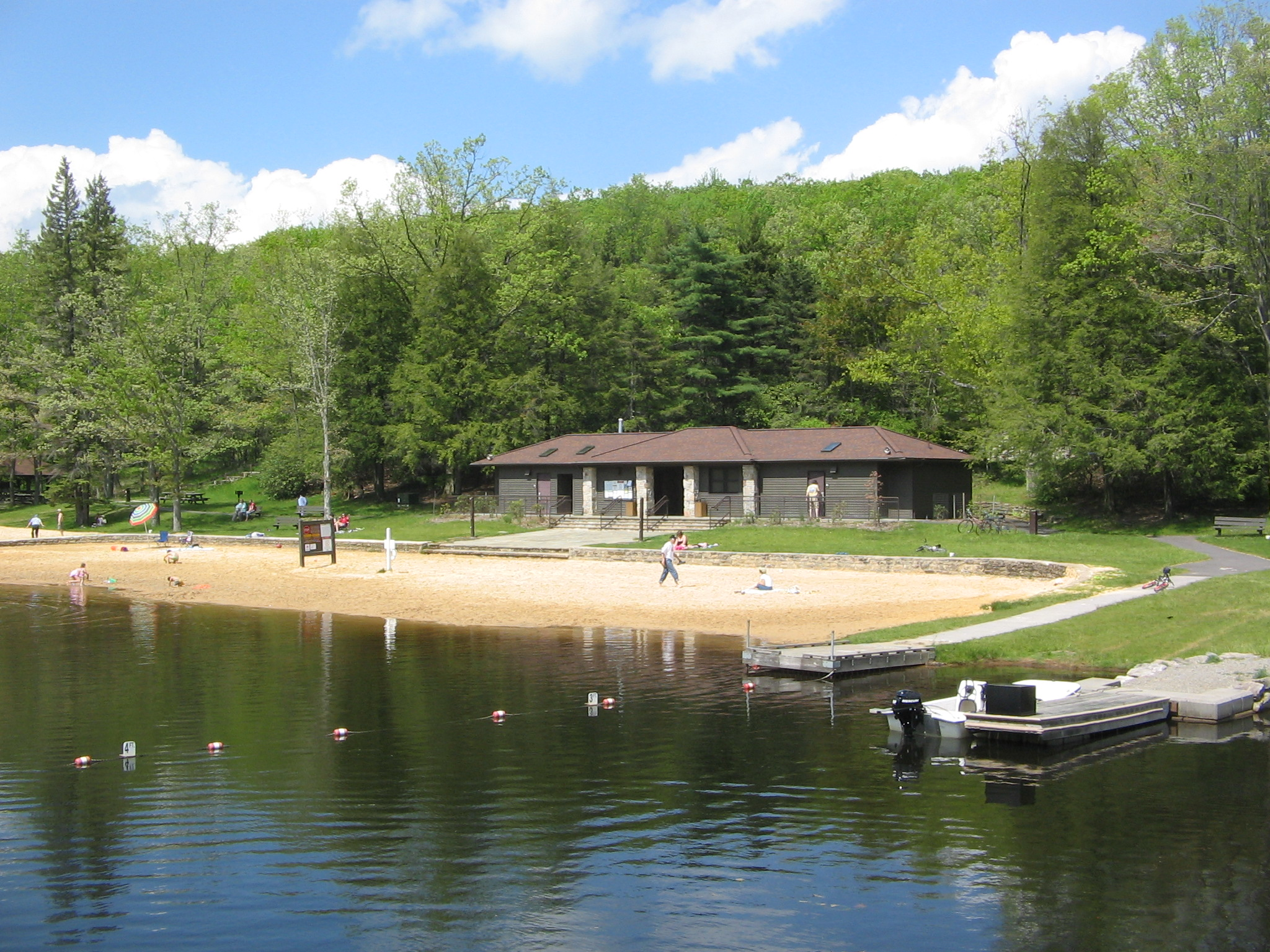
Cabaña perteneciente a la CCC en la costa del lago Black Moshannon, cerca del puente de la antigua taberna.

Antes de la llegada de William Penn y su "Sociedad de amistades religiosas" a la provincia colonial de Pensilvania en 1682, se estima que de los 80.000 km² de lo que ahora es Pensilvania un 90 % estaba cubierto con bosques de pino blanco oriental, cicuta canadiense y una gran variedad de otras especies frondosas. Los bosques cerca de los tres condados más antiguos, el condado de Filadelfia, el condado de Bucks, y el condado de Chester, fueron los primeros lugares donde los colonos comenzaron a explotar la madera disponible para construir casas, graneros, y botes, además de despejar el terreno para la agricultura. La demanda de madera fue aumentando lentamente y al momento de la llegada de la Revolución estadounidense la industria de la madera había alcanzado las regiones del interior y las montañas de Pensilvania. Rápidadmente la madera se convirtió en una de las principales industrias de Pensilvania.
Los árboles eran utilizados como suministro de leña para calefacción de los hogares, y los taninos extraídos se usaban para curar cueros en las curtiembres que se extendieron rápidamente por todo el estado. Además la madera era usada para la construcción de muebles, barriles y toneles. Grandes áreas de los bosques fueron talados por los carboneros, para alimentar a modo de combustible los hornos de hierro. Los rifles y las tejas de la región también fueron construidos a partir de la madera proveniente de Pensilvania, al igual que una amplia variedad de utensilios para el hogar, así como las primeras carretas denominadas "conestogas". El antiguo camino conocido como Filadelfia Erie Pike (hoy Ruta 504 de Pensilvania) fue abierto en 1821, permitiendo a los colonos acceder fácilmente al área del Black Moshannon. Los primeros asentamientos instalaron tabernas a lo largo del camino, donde era frecuente el comercio de pieles de animales, y despejaron las tierras de sus alrededores para poder desarrollar su agricultura. A mediados del siglo XIX, la demanda de madera llegó a la zona, donde el pino blanco del este y las cicutas orientales cubrían las laderas circundantes. Los leñadores acostumbraban a enviar los troncos talados por el arroyo Black Moshannon y el arroyo Moshannon hasta el braso occidental del río Susquehanna, y posteriormente a lo largo del sistema de cadenas conocido como Susquehanna Boom hasta los aserraderos en la ciudad de Williamsport. La madera también era transportada por trineos y carros través de los cerros y valles hasta Philipsburg, Julian y Unionville (Pensilvania).

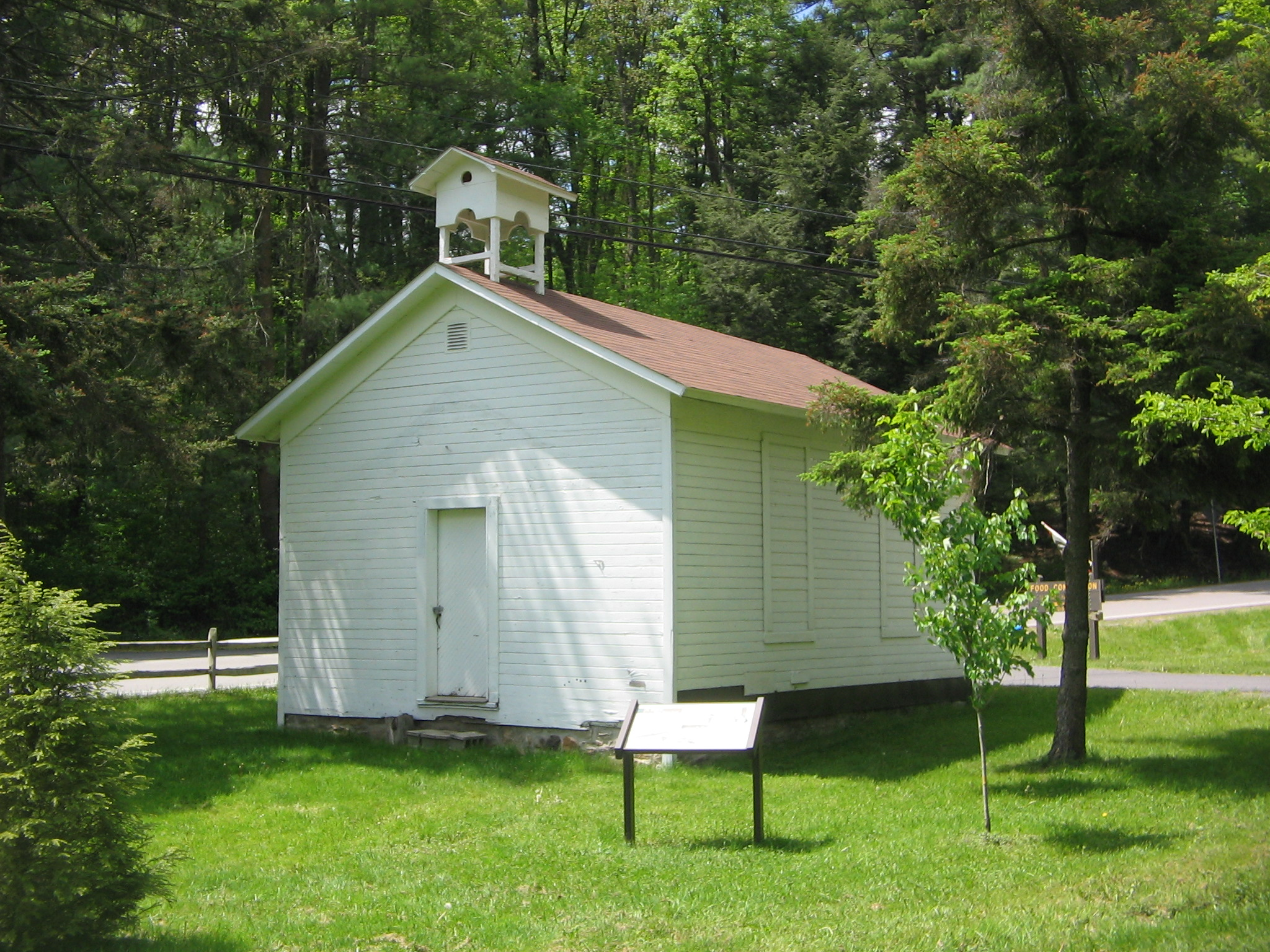
La escuela Moshannon, construida a finales de 1800 y abandonada en 1926. Es el único edificio de la época de la madera en pie en el parque.

La Beaver Mill Lumber Company (en español: Compañía de Aserraderos El castor) se convirtió en una de las mayores industrias de la madera de toda Pensilvania, y además otras cuatro compañías crecieron rápidamente en la zona, en las localidades industriales de Beaver Mills, Star Mill y Underwood Mills, alterando notablemente el paisaje de la zona del Black Moshannon. Por otro lado se construyó una represa en el sitio donde había un viejo dique de castores y llenaban los estanques con los troncos provenientes de río arriba para los aserraderos instalados en las inmediaciones de la bahía. La comunidad circundante construyó almacenes, herrerías, caballerizas, tabernas, una escuela, e incluso una cancha de bolos. La zona ayudó a satisfacer las necesidades de la nación para el consumo de madera en las operaciones de minería, construcción, y el ferrocarril. Una serie de senderos en el parque hoy recuerdan esa época. Aun existe un antiguo sendero séneca de unos 1.3 km de longitud, y es ideal para la práctica de esquí de fondo y senderismo a través de los bosques secundarios de robles y árboles de cerezo que dan sombra a los tocones de los antiguos pinos talados durante la época de la madera. El "Camino del Molino Shingle" es un circuito de 6.4 km de longitud, que comienza en el aparcamiento principal del parque, cerca de la represa del lago Black Moshannon y costea la orilla del arroyo Black Moshannon hasta el Frente Allegheny y regresa por la otra orilla del arroyo. Los restos de "Star Mill", un aserradero construido en 1879 que funcionó hasta el final de la era de madera, se encuentra a unos 3.2 km por el "sendero Mill Star". Este sendero circular es ideal para practicar senderismo y esquí de fondo llano, que finaliza a orillas del lago Black Moshannon.
El auge de la época de la madera no duró para siempre, ni bien se terminaron los recursos naturales, y los bosques desaparecieron, los madereros abandonaron el área dejando tras de si un paisaje estéril, que siguió siendo devastado por la erosión y los sucesivos incendios forestales. A finales del siglo XIX el estado de Pensilvania compró miles de hectáreas de tierras deforestadas y quemadas, y a continuación se inició el proyecto de reforestación. En la década de 1930, se estableció el Parque Estatal Black Moshannon, que desde hacía tiempo ya era un lugar frecuente donde los vecinos hacían picnics y acampaban. Además, en el estanque del viejo molino conocido como "Tent Hill", los visitantes solían nadar y pescar. El sendero Hill de unos 800 m de longitud, todavía se extiende desde el campamento hasta la playa que se encuentra sobre el lago Black Moshannon.

### El Cuerpo Civil de Conservación (CCC)

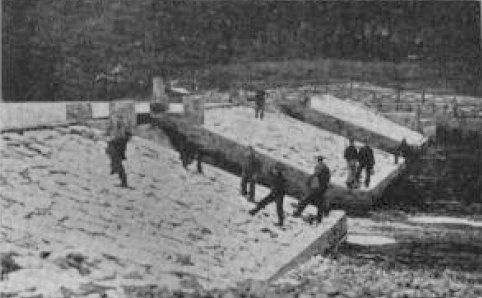
Personal de la CCC Compañía 359; trabajando en la represa del Parque Black Moshannon, aprox. 1936.

El Cuerpo Civil de Conservación (CCC) fue un programa establecido en 1933 para solucionar los problemas laborales de los jóvenes de las familias sin trabajo, como parte de la política New Deal, (en español:"Nuevo trato"), implementado por el entonces presidente de los Estados Unidos Franklin D. Roosevelt, que fue diseñado para combatir el desempleo durante la Gran Depresión. El CCC funcionó en todos los estados de EE. UU.
Las instalaciones originales en el Parque Black Moshannon fueron construidas por el Cuerpo de Conservación Civil, desde 1933 hasta 1937. El CCC creó muchos puestos de trabajo para las personas sin empleo de la zona de Altoona, Bellefonte y Tyrone. El parque es el resultado de uno de los muchos proyectos realizados por el CCC en todo el centro de Pensilvania. El campamento de la CCC “S-71” de Beaver Meadow, fue construido en mayo de 1933, cerca de la aldea abandonada de Beaver Mills, y fue uno de los primeros en ampliar las instalaciones para recreo en el estado de Pensilvania.
Más de 200 jóvenes se hicieron presentes y pronto comenzó la labor de conservación de los suelos, el agua y los bosques de la zona. El bosque logró desarrollarse gracias a la lucha contra los incendios forestales que se producían con frecuencia. Además se trazaron varias carreteras a través del parque, y se plantaron muchas hectáreas de pino rojo, como parte de los esfuerzos de reforestación.
La mayoría de las instalaciones construidas por la CCC en el parque todavía están en uso hoy en día, incluyendo las cabañas, los predios para picnics, el puesto de comidas rápidas, y varios kilómetros de senderos. Otra obra destacada, fue la construcción de la represa que contienen al lago Black Moshannon, en el sitio de la antigua represa perteneciente a una de las fábricas aserraderas del lugar, este nuevo dique fue construido en los inicios de los trabajos realizados por la CCC.
El campamento S-71 de la CCC cerró en enero de 1937, el mismo año que abrió el parque Black Moshannon.

#### Distritos históricos

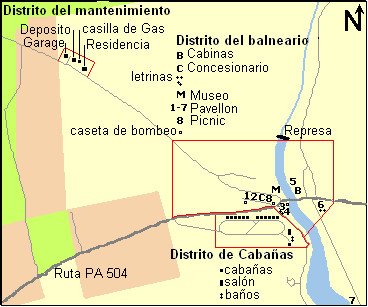
Mapa del Parque Estatal Black Moshannon con los límites de los tres distritos históricos

En 1987, fueron incorporados al Parque Black Moshannon tres distritos históricos diferentes, cada uno abarcando las distintas estructuras construidas por el CCC, y fueron asentados como tales en el Registro Nacional de Lugares Históricos. Las estructuras de estos distritos fueron construidos entre los años 1933 y 1937 y se diseñaron para brindar comodidad en las playas, o como parte de las cabañas familiares, o a modo de depósitos y talleres para el mantenimiento de los distintos distritos históricos dentro del parque.
En total dieciocho estructuras construidas en la playa en el sector turístico de uso diario fueron protegidas como Propiedades contribuidoras en dos de los Distritos históricos, entre ellos siete pabellones "estándar", y un refugios grande para pícnic, y en un distrito más pequeño hay tres salas que albergan las estaciones de bombeo de agua. Estos últimos fueron construidos en piedra natural y cubiertos con guijarros, y desde entonces han sido convertidos en pequeños pabellones para pícnic. El edificio del concesionario, las casetas de la playa, y el museo también están protegidos. Cuatro baños a cielo abierto con revestimiento y techos a cuatro aguas también son consideradas como estructuras contribuyentes en uno de los distritos, ubicados sobre la playa y en el área de uso diario.
Las cabañas familiares del Distrito Histórico constan de 16 unidades de las cuales 13 son de madera, una es un albergue, y dos edificios son letrinas públicas. De las doce cabañas disponibles, la mitad poseen una habitación y la otra mitad tienen dos dormitorios cada una, y forman una línea a lo largo de la carretera, similar a la disposición de los moteles para conductores de la década del 1930. El diseño de las cabañas, en el Parque Black Moshannon es único en comparación con las construcciones realizadas por la CCC en otros parques del estado de Pensilvania. Las cabañas de los otros parques reflejan el "rústico" estilo de configuración de los edificios promovidos por el National Park Service. “The Lodge”, también conocido como la cabaña 13, es un gran edificio de forma rectangular realizado con tablas de madera con una chimenea de piedra, mientras que la cabaña 14 es en forma de "L" con un porche abierto. Dos de las letrinas a pozo abierto, fueron construidas por la CCC durante la realización del complejo. El Distrito Histórico de mantenimiento incluye cuatro estructuras construidas por la CCC.
El edificio de almacenamiento es una estructura de armazón de madera con techo a dos aguas, similares a los edificios de almacenamiento militar construido en los años 1930 y 1940. En este sector histórico hay un garaje tipo militar para tres vehículos de diseño estándar, una caeta para la bomba de gas con un alero que se extiende a modo de protección. Y también se encuentra la residencia del guardaparques conocido como “Ranger”, que es una casa histórica con techo a dos aguas, con un moderno revestimiento de aluminio.

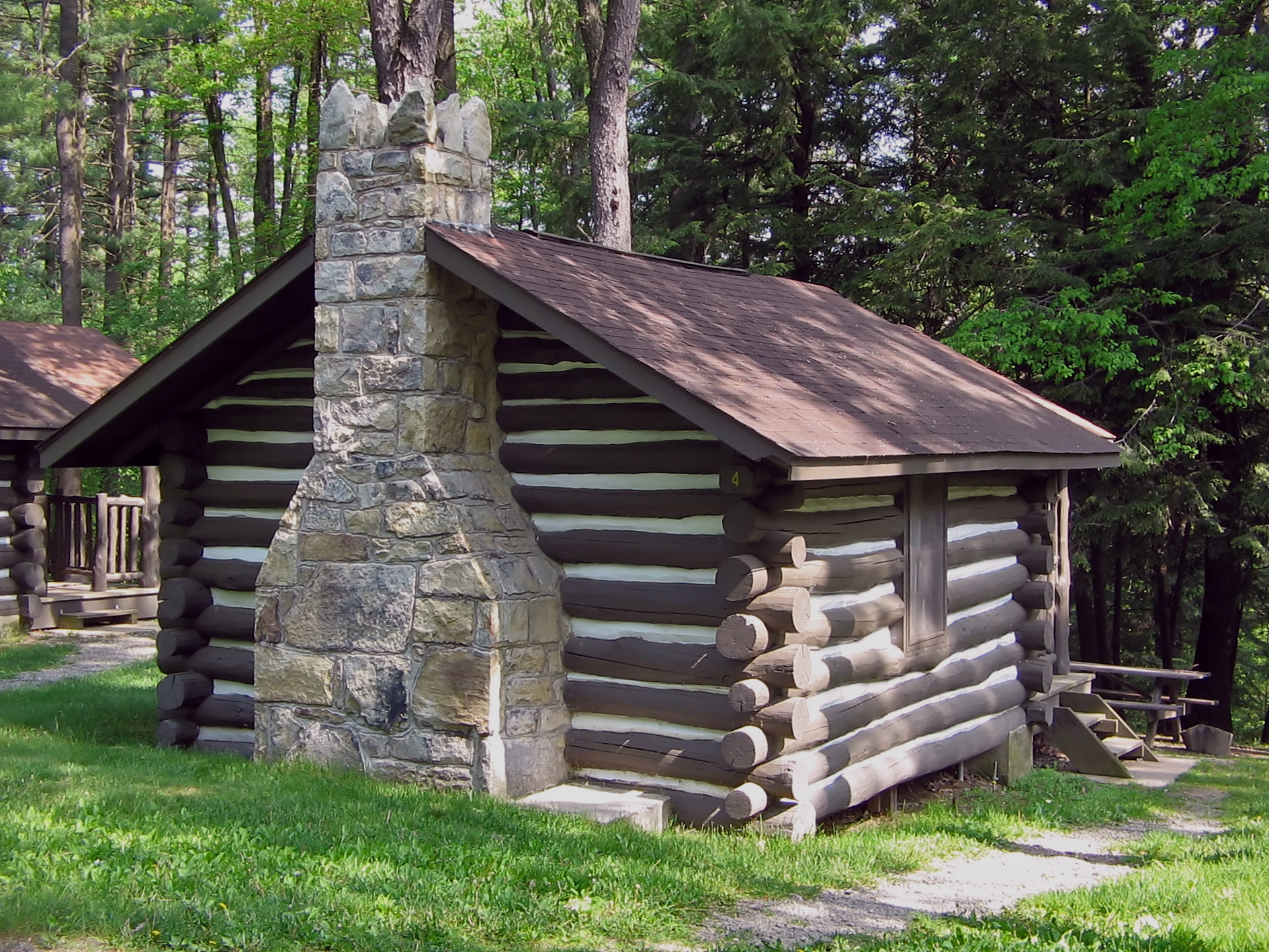
Cabañas rústicas construidas por la CCC, disponibles para el alquiler a los visitantes.

### El parque en la actualidad
Desde su creación en 1937, el Parque Estatal Black Moshannon ha experimentado varios cambios. En 1941, el gobernador Arthur James anunció planes para ampliar el parque en unas 400 ha más, mediante la anexión de las tierras forestales del Estado. El " Aeropuerto Black Moshannon" fue construido sobre terrenos pertenecientes al parque conocido como Bosque Estatal Moshannon justo antes del comienzo de la Segunda Guerra Mundial, y comenzó a funcionar a partir de 1942, y fue renombrado como "Mid-State Airport" in 1962. A partir del 2008, es llamado oficialmente como "Mid-State Regional Airport" con una superficie total de 200 ha.
Si bien es cierto que el aeropuerto es considerado como un punto clave para el desarrollo industrial y comercial de la región, existen varias limitaciones por parte del gobierno que prohíben el asentamiento de grandes desarrollos en las inmediaciones del parque y de los bosques circundantes.
La represa construida originalmente por la CCC, que dio origen al Lago Black Moshannon fue sustituida en 1950 por la estructura actual.
El 11 de noviembre de 1954, el parque fue nombrado oficialmente como "Parque Estatal Black Moshannon" (en inglés: Black Moshannon State Park), por la Junta Geográfica de Pensilvania. El parque ha registrado una notable evolución entre 1971 y 1980, y a partir del 2008, se realizaron varias instalaciones nuevas que incluyen la estación de guardabosques, seis cabañas modernas, una lanzadera o rambla para embarcaciones pequeñas, y varios baños modernos con duchas. En el Museo de la CCC se desarrolla ahora el "Centro de Aprendizaje para el Medio Ambiente".
También existe en las inmediaciones de la represa, una planta de tratamiento de aguas servidas que procesa los residuos cloacales del aeropuerto, el parque y otras áreas privadas circundantes.

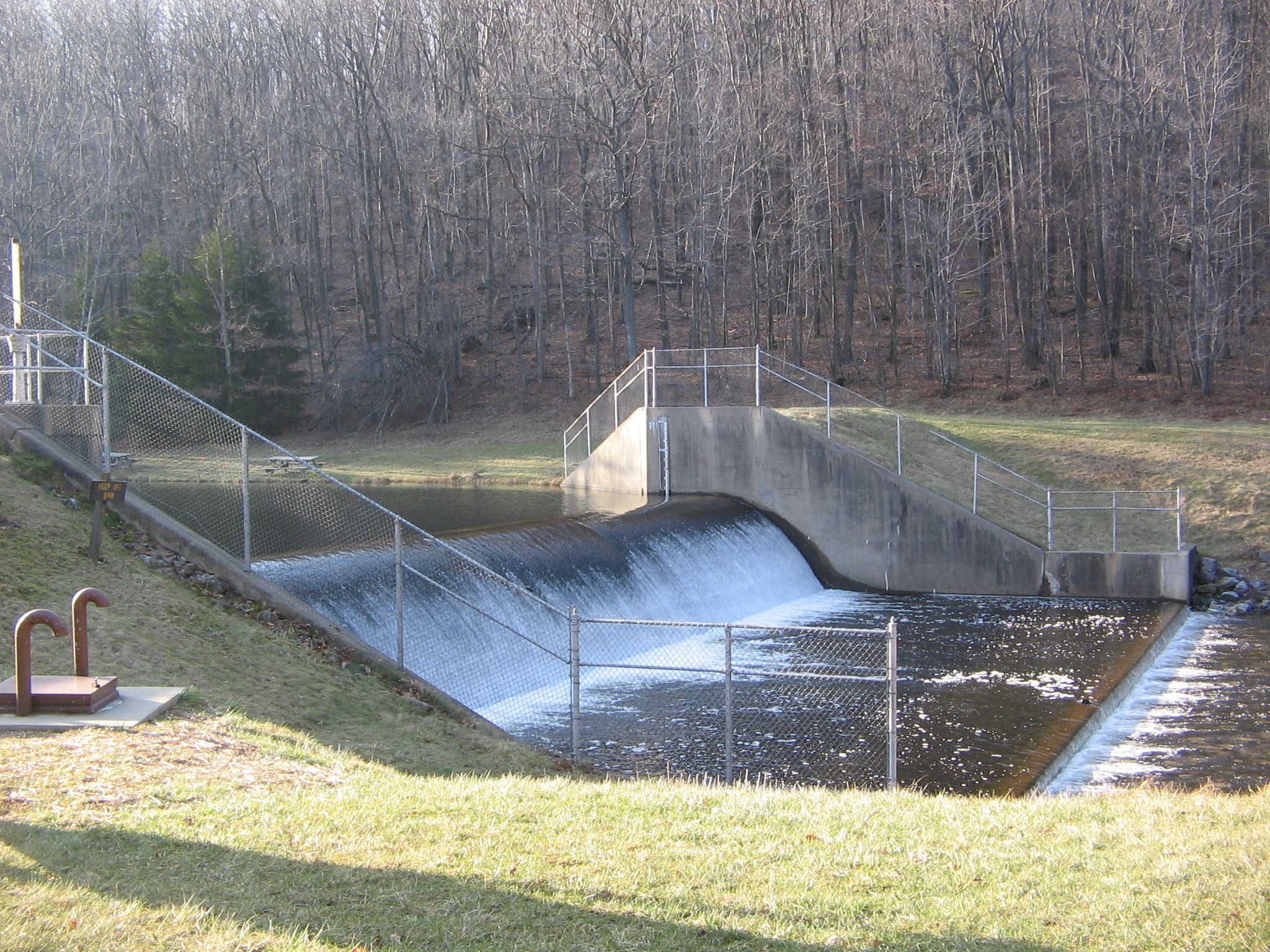
Estado actual de la represa del lago on Black Moshannon, construida en la década de 1950.

El Parque Estatal Black Moshannon, en su momento fue lugar de una pista de esquí en la década de 1960 hasta 1982. La legislatura estatal autorizó la construcción de unas instalaciones para la práctica de esquí en el parque en 1961, la cual quedó habilitada a partir de 1965. Originalmente la pista fue gestionada por el Estado, posteriormente un operador comercial privado solicitó la administración a partir de 1969, y en 1980 fue arrendado a otro contratista privado, antes de ser cerrada definitivamente en 1982. La estación de esquí era considerada como "demasiado primitiva" para los estándares modernos y los esquiadores subían a la parte superior de la ladera en una de las dos cuerdas de remolque o ascensores Poma, y luego descendían por la ladera de unos 76 metros de altura. A partir de 2008 estas instalaciones comenzaron a ser utilizadas a modo de refugio de montaña y se alquilan a los visitantes del parque, mientras que el camino ahora se usa para la práctica senderismo o como pista de esquí de fondo, y recorre la antigua pista de esquí con una longitud total de 2,3 km. esta pista comienza en la zona de aparcamiento cerca de la presa, y sube por la montaña conocida como la "Serpiente de cascabel", y finalmente cruza la Ruta 504 de Pensilvania, cerca del marcador histórico de "Philadelphia-Erie".
En la década de 1980, el parque comenzó a recibir el reconocimiento oficial de sus recursos únicos. Los tres distritos históricos se han añadido al Registro Nacional de Lugares Históricos en 1987 en reconocimiento de sus estructuras construidas por la CCC. Ese mismo año, el estado celebró el "50.º aniversario del Parque Estatal Black Moshannon". En 1994, el DCNR estableció el "Área Natural del Pantano Black Moshannon" como parte de un programa para reconocer las zonas únicas de "alto valor paisajístico, geológico o ecológico único".

Para el año 2001 más de 350.000 personas visitaban el Parque Black Moshannon anualmente. A partir de 2008, la Oficina de Parques del Departamento de Conservación y Recursos Naturales de Pensilvania (DCNR), que administra todos los 120 parques del estado de Pensilvania, eligió al Black Moshannon para formar parte de la lista de los veinte parques más visitados del estado (en inglés: "Veinte Must-See Pennsylvania State Parks list"), citando su ubicación en la cima de la meseta de Allegheny, por sus bosques, sus senderos y plantas exóticas, gracias al estado de conservación y a su condición de parque natural, "y por haber reconstituido en más grande complejo de humedales en Pensilvania".

## Geología y clima

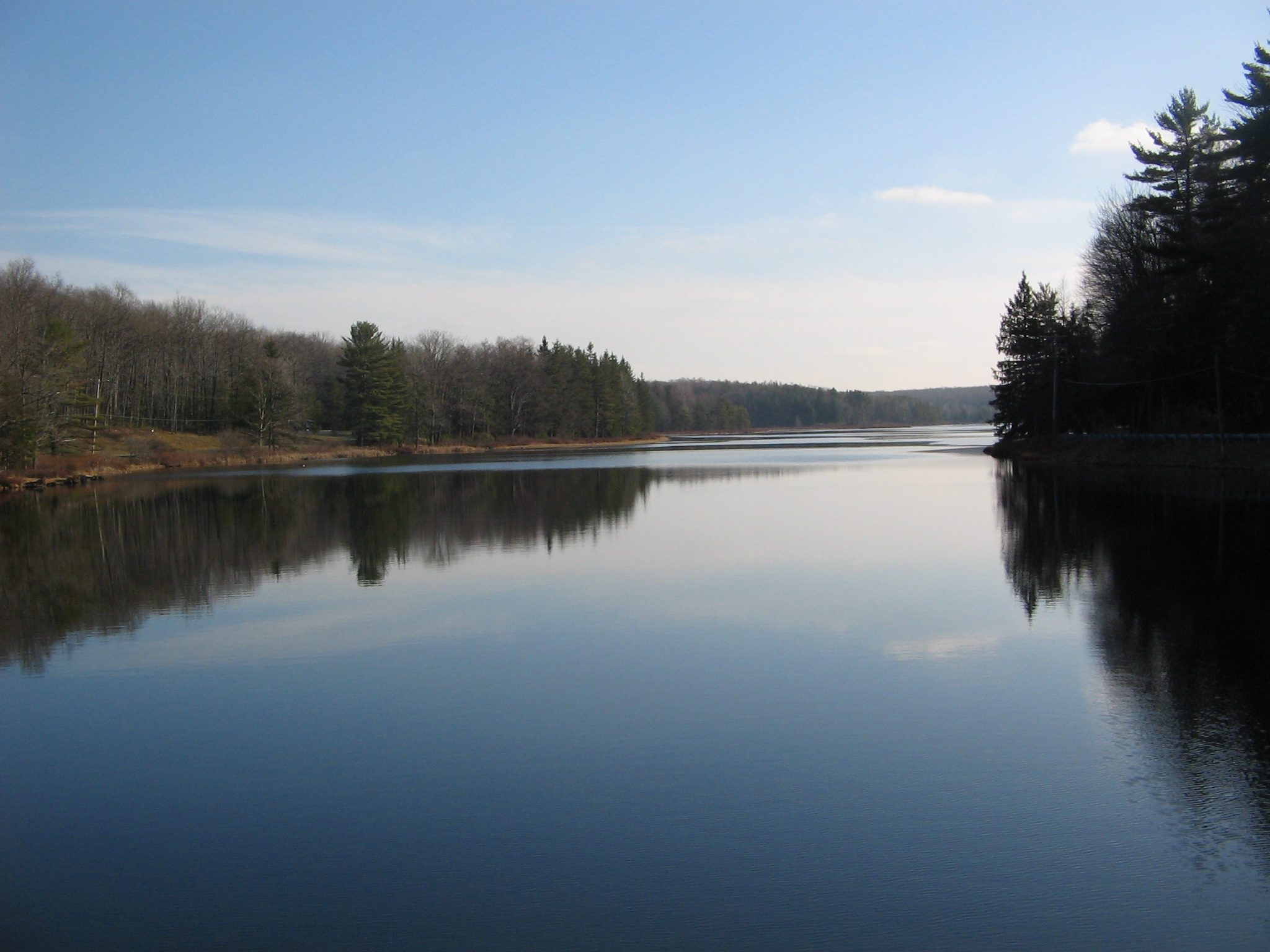
El pantano y el lago, vista desde el puente de la Ruta 504.

Las rocas de la cuenca del arroyo Black Moshannon son principalmente de arenisca pizarra, y carbón. Tres grandes formaciones rocosas están presentes en el Parque Estatal Black Moshannon, todas pertenecientes al periodo Carbonífero. Estas rocas sedimentarias suelen formarse cerca de aguas poco profundas y tienen entre 300 y 350 millones de años de antigüedad. El lecho rocoso Misisípico conocido como Formación Pocono se compone de piedra arenisca de color beige y conglomerado. La Misisipiense posterior conocida como Formación Mauch Chunk se forma con pizarra gris y rojo, sedimentos, arenisca y conglomerado. La tercera es la Pensilvánico temprana o Carbonífera Superior con el nombre de Formación Pottsville, que es un conglomerado de color gris que puede contener piedra arenisca, cieno, y pizarra, así como antracita de carbón.
El parque está a unos 585 m s. n. m. de altura sobre la Meseta de Allegheny, al oeste del Frente Allegheny, que es un acantilado escarpado que se eleva con una pendiente de 400 m en tan solo 6,4 km de trayecto horizontal, y marca la transición entre la Cadena y el Valle de los Apalaches al este y la meseta de Allegheny al oeste. La meseta de Allegheny y los Montes Apalaches fueron formados en la orogenia apalache unos 300 millones de años atrás, cuando Gondwana (en concreto lo que se convirtió en África) y lo que se convirtió en América del Norte colisionó, formando Pangea. El lago dentro del parque está a una altitud de unos 580 m, y el propio parque se encuentra en una cuenca natural. La cuenca principal y las áreas subyacente atrapan el agua en la arenisca de piedras y así forman el lago y los pantanos circundantes. Su elevación más alta conduce a un clima más frío, y la cuenca ayuda a atrapar el aire frío, provocando inviernos más largos y veranos suaves. El clima frío también significa que el parque es el hogar de animales y plantas que típicamente se encuentran mucho más al norte. La meseta de Allegheny tiene un clima continental, a veces con temperaturas extremas muy bajas en invierno y con un rango de temperaturas promedio de 11 °C en invierno y 14 °C en verano.
En 1972, las mediciones mensuales de promedios registraron rangos de temperatura máximas de 19.3 °C en julio y las más bajas fueron en enero de tan solo –3.2 °C.
La media anual de precipitaciones para la cuenca del arroyo Black Moshannon es de 1016 a 1067 mm. El suelo en el parque es en su mayoría procedentes de piedra y como tal, no tiene mucha capacidad para neutralizar la lluvia ácida. La temperatura más alta registrada en el parque fue de 36 °C en 1988, y el registro más bajo fue de -31,7 °C en 1994.
| Parámetros climáticos promedio de Parque Estatal Black Moshannon | Parámetros climáticos promedio de Parque Estatal Black Moshannon | Parámetros climáticos promedio de Parque Estatal Black Moshannon | Parámetros climáticos promedio de Parque Estatal Black Moshannon | Parámetros climáticos promedio de Parque Estatal Black Moshannon | Parámetros climáticos promedio de Parque Estatal Black Moshannon | Parámetros climáticos promedio de Parque Estatal Black Moshannon | Parámetros climáticos promedio de Parque Estatal Black Moshannon | Parámetros climáticos promedio de Parque Estatal Black Moshannon | Parámetros climáticos promedio de Parque Estatal Black Moshannon | Parámetros climáticos promedio de Parque Estatal Black Moshannon | Parámetros climáticos promedio de Parque Estatal Black Moshannon | Parámetros climáticos promedio de Parque Estatal Black Moshannon | Parámetros climáticos promedio de Parque Estatal Black Moshannon |
| Mes                                                              | Ene.                                                             | Feb.                                                             | Mar.                                                             | Abr.                                                             | May.                                                             | Jun.                                                             | Jul.                                                             | Ago.                                                             | Sep.                                                             | Oct.                                                             | Nov.                                                             | Dic.                                                             | Anual                                                            |
| ---------------------------------------------------------------- | ---------------------------------------------------------------- | ---------------------------------------------------------------- | ---------------------------------------------------------------- | ---------------------------------------------------------------- | ---------------------------------------------------------------- | ---------------------------------------------------------------- | ---------------------------------------------------------------- | ---------------------------------------------------------------- | ---------------------------------------------------------------- | ---------------------------------------------------------------- | ---------------------------------------------------------------- | ---------------------------------------------------------------- | ---------------------------------------------------------------- |
| Temp. máx. media (°C)                                            | -0.6                                                             | 1.7                                                              | 6.7                                                              | 13.9                                                             | 19.4                                                             | 23.3                                                             | 25.6                                                             | 24.4                                                             | 20.6                                                             | 14.4                                                             | 7.8                                                              | 1.7                                                              | 19.4                                                             |
| Temp. mín. media (°C)                                            | -8.9                                                             | -7.8                                                             | -3.3                                                             | 1.7                                                              | 7.2                                                              | 11.7                                                             | 13.9                                                             | 13.3                                                             | 9.4                                                              | 3.9                                                              | 0                                                                | -6.1                                                             | 7.2                                                              |
| Precipitación total (mm)                                         | 69.1                                                             | 63.2                                                             | 84.6                                                             | 82.6                                                             | 102.4                                                            | 122.2                                                            | 106.4                                                            | 90.4                                                             | 105.9                                                            | 78.2                                                             | 88.1                                                             | 69.3                                                             | 1062.5                                                           |
| [cita requerida]                                                 |                                                                  |                                                                  |                                                                  |                                                                  |                                                                  |                                                                  |                                                                  |                                                                  |                                                                  |                                                                  |                                                                  |                                                                  |                                                                  |

## Ecología
Dentro del Parque Estatal Black Moshannon existe un "Área Natural" perteneciente a los Parques Estatales de Pensilvania, establecido para la protección de los pantanos. El parque en sí es parte de un área importante de aves (IBA por sus siglas en inglés) mucho más grande, que incluye la mayor parte del bosque que rodea el parque, el aeropuerto y las propiedades privadas circundantes.

### Área natural del pantano

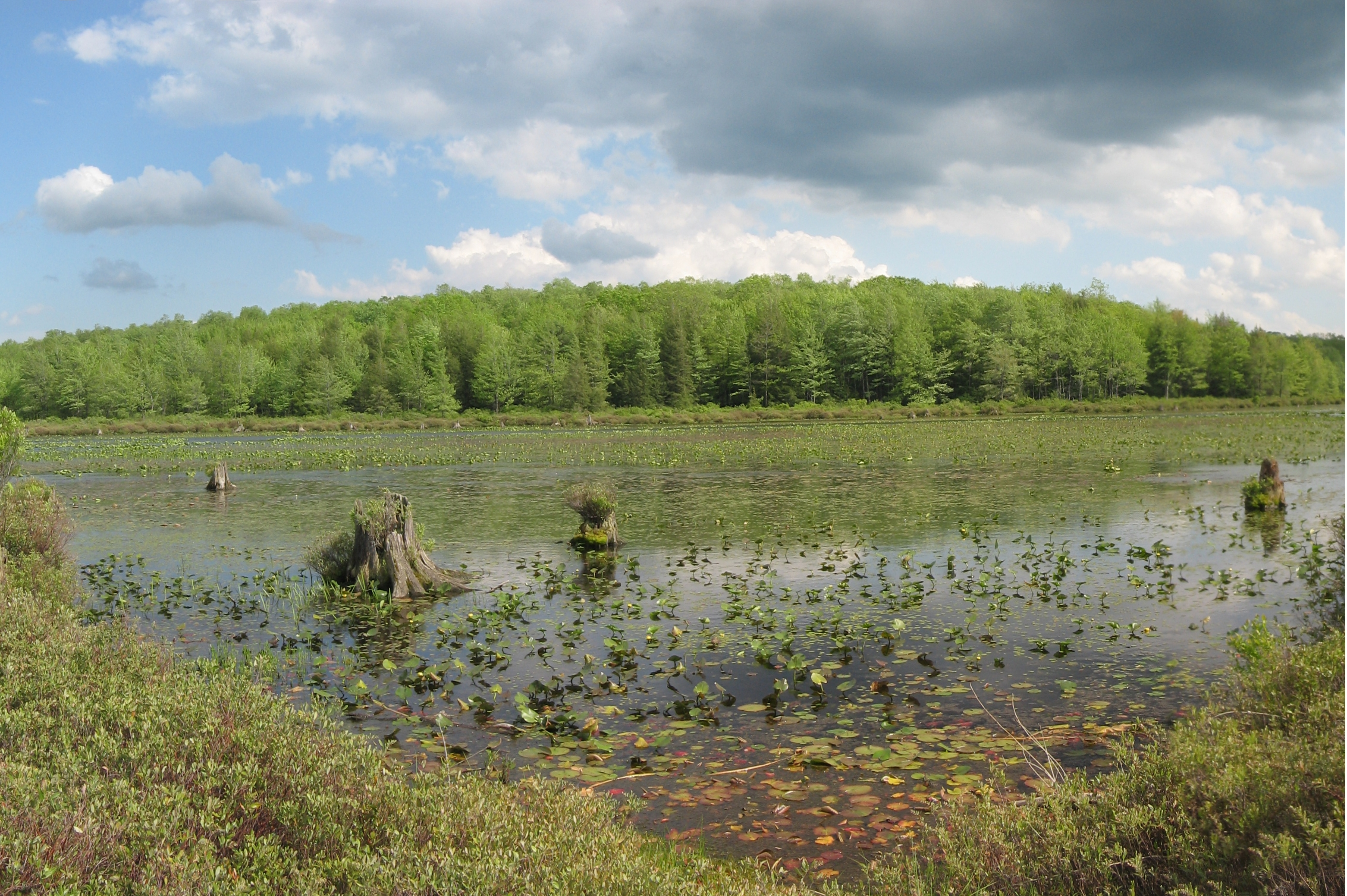
Tocones remanentes de la época de la madera en el área natural del pantano, en el Parque Estatal Black Moshannon.

Los pantanos en el parque contienen grandes cantidades de musgo, que se descompone muy lentamente, causando que las capas de musgo muerto en el fondo del pantano produzcan turba.
En 1994, fueron protegidas bajo el nombre de "Área Natural del pantano Black Moshannon" 644 hectáreas de pantanos en el Black Moshannon. Esta área protegida fue concebida originalmente como parte del plan estratégico de la DCNR conocido como Parques Estatales del año 2000, y catorce años después el área total de la turbera protegida como Área Natural aumentó a 806 ha. Si bien la mayoría de los pantanos existentes suelen formarse en zonas afectadas por las antiguas glaciaciones, los pantalanes del Parque Black Moshannon se forman sobre la "meseta de Allegheny", lugar que nunca estuvo cubierto por los glaciares durante el período de última edad de hielo. Los pantanos se forman aquí debido a las capas de piedra arenisca que se encuentran a poca distancia por debajo de la superficie de la tierra. Estas formaciones de piedra arenisca en el parque, no absorben el agua tan fácilmente, y es así que en cualquier depresión sobre el terreno hace que se junte agua, como es el caso de estos pantanos, alimentados por el arroyo Black Moshannon. Particularmente, en este parque, los pantanos se extienden a lo largo de las orillas del lago Black Moshannon.
Entre las aves migratorias costeras que visitan esta área protegida, se incluyen el chorlo mayor de patas amarillas, el lesser de patas amarillas, los pequeños playeros, los playeros solitarios y los playeros manchados, esta especie fue confirmada por la IBA como una de las aves que usa estos pantanos para lugar de cría. El agua en el pantano es baja en nutrientes y tiene un alto contenido de acidez, lo que hace que para la mayoría de las plantas sea difícil vivir allí. Sólo las plantas especializadas pueden prosperar en los pantanos del parque: hay tres especies de plantas carnívoras y diecisiete variedades de orquídeas. Los arándanos rojos silvestres y los arándanos azules crecen en el pantano junto a las ciperáceas, los arbustos Chamaedaphne, algodón del Ártico y arbustos de Viburnum. Los pantanos se encuentran protegidos por el estado de Pensilvania.

### Vida salvaje

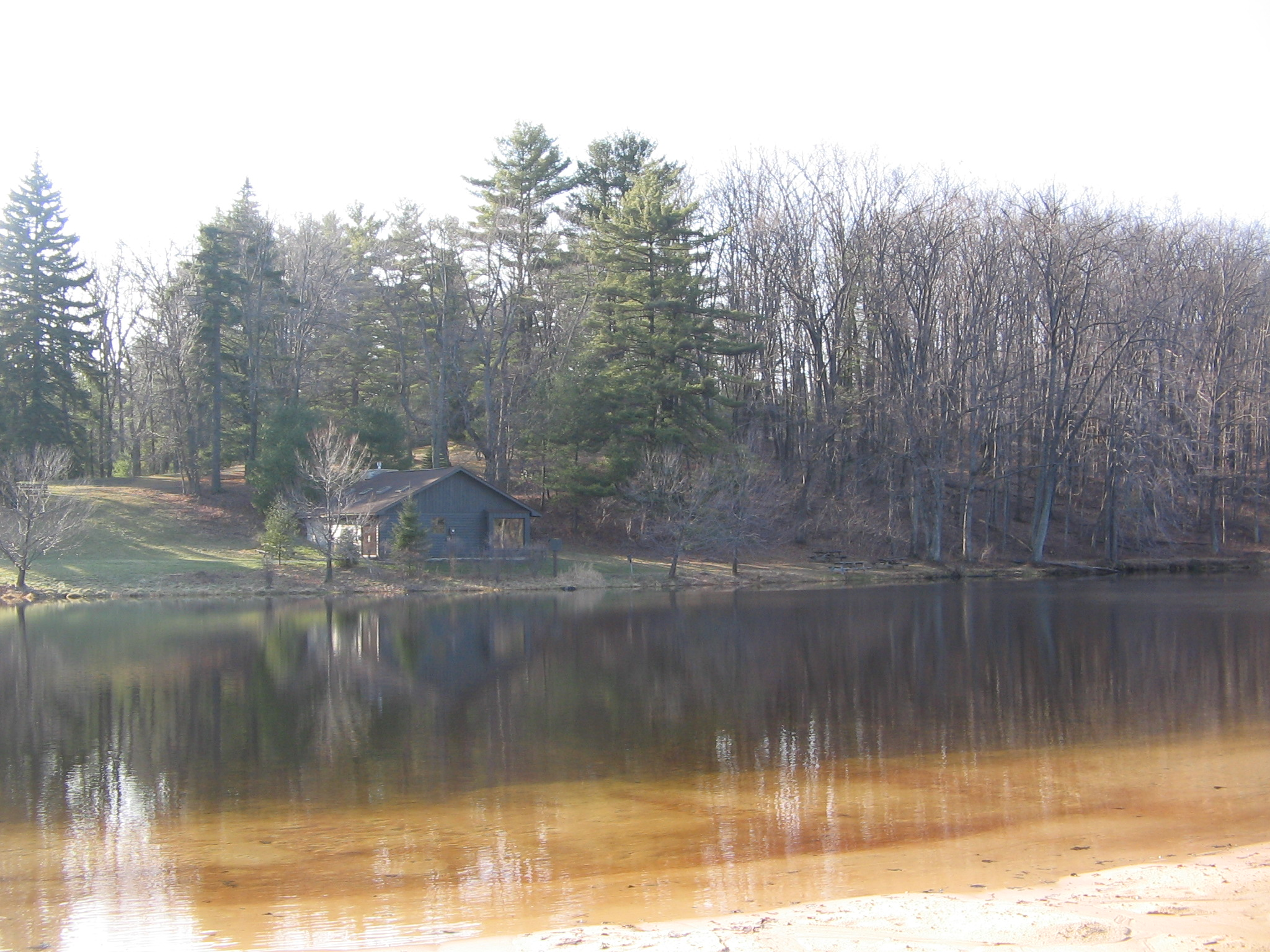
El agua del Black Moshannon es oscura debido a los taninos de la vegetación, atrás se ve el museo construido por la CCC.

Los venados de cola blanca, pavos salvajes, ruffed grouse, zarigüeyas, mapaches boreal, halcones, ardillas, puercoespínes, pájaros carpinteros, las ardillas voladoras, american red squirrel, y las ardillas de las carolinas son bastante comunes en el parque. Los osos negros también habitan en el Parque Black Moshannon. Muchos de estos animales fueron diezmados debido a los efectos de la deforestación, la contaminación y la caza no reglamentada y la captura que tuvo lugar durante el siglo XIX. La Pennsylvania Game Commission estableció controles para la caza por medio del Cuerpo Civil de Conservación y el Departamento de Conservación y Recursos Naturales de Pensilvania, en favor del restablecimiento de los bosques secundarios que ha repercutido en una fuerte recuperación de especies de caza en el Parque Estatal Black Moshannon, y en el resto de los bosques de Pensilvania. El lago es hogar del castor americano, así como de la garza ceniza, de cisnes, ganzos blancos, colimbos grandes, y de muchos otros tipos de aves acuáticas, como el ganso del Canadá, el porrón acollarado, el ánade real, y el pato joyuyo, entre los más frecuentes. En los pantanos y ciénagas habitan ranas y salamandras, y además es un hábitat favorable para las plantas carnívoras, como la planta del lanzador y la drosera. El Parque Black Moshannon es el hogar de muchas especies comunes de aves cantoras, incluyendo las ovenbirds.
Las coníferas en los bosques mixtos del parque y sus alrededores proporcionan un hábitat ideal para la lechuza norteña, el vireo azul, los zorzales ermitaños, el junco de ojos negros, la Dendroica magnolia, Dendroica pinus, el picafollas coronado, la reinita de garganta naranja y la reinita cariamarilla.
Los bosques de caducifolios proporcionan hábitats para las aves cantoras como la tangara rojinegra migratoria y el vireo de ojos rojos. A mediados de la década de 1980 hubo un brote de una polilla no-nativa de la región, que casi destruyó el bosque en un pequeño valle. La tala selectiva por parte de la industria maderera de ciertas especies de árboles fueron particularmente afectados por esta especies de polilla. Hoy, el camino de 2.6 km de longitud en Sleepy Hollow es ideal para hacer senderismo y surcar los bucles practicando esquí de fondo a través de los nuevos bosques de la zona, que proporciona un hábitat ideal para las poblaciones del venado de cola blanca y los pavos salvajes.

#### Áreas importantes para aves (IBA)
El "área importante para aves" (IBA por sus siglas en inglés) de Pensilvania n.º 33 abarca 18 481 ha dentro del Estado, y parte de este territorio incluye los bosques del Parque Estatal Black Moshannon y los alrededores del Bosque Estatal Moshannon, así como las tierras del Pennsylvania State Game Lands N.º 33, el Aeropuerto Regional “Mid-Estate” (que limita tanto con el parque como con el bosque), y algunas otras parcelas cercanas de tierras privadas. La  "Sociedad Audubon de Pensilvania" (en inglés “Audubon Society”) ha designado unas 1365 hectáreas del Parque Estatal Black Moshannon como IBA, que es una zona designada como un hábitat de importancia mundial para la conservación de las poblaciones de aves.

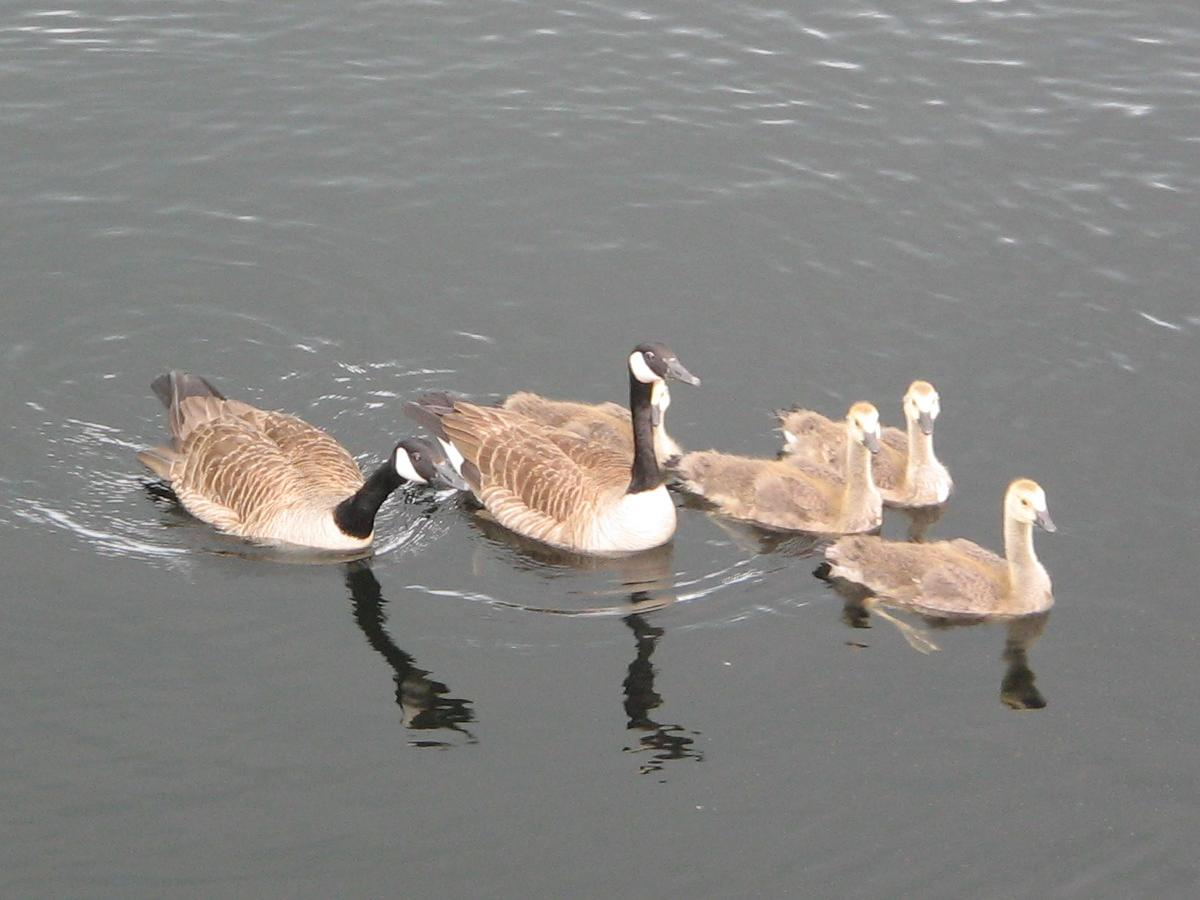
Familia de Gansos del Canadá en el Lago Black Moshannon, el cual provee un hábitat para muchas especies migratorias.

Los Ornitólogos y otros observadores de aves han registrado un total de 175 especies en este IBA. Varios factores contribuyen al gran número especies de aves observadas: hay una gran área de bosque en la Asociación Internacional de Abogados, así como gran diversidad de hábitats. La ubicación del IBA a lo largo del frente de Allegheny también contribuye a la diversidad de las poblaciones de aves. El Lago Black Moshannon y los pantanos del área natural son especialmente importantes para el IBA. Ellos sirven como una escala para las aves acuáticas migratorias y las aves playeras. Entre las aves acuáticas observadas en el parque se encuentran zampullín de pico grueso y zampullín cuellirrojo, Colimbo, ánade sombrío americano, pato zambullidor grande, barraquete aliazul y pato de las carolinas, cisne chico, pato de cola larga, serreta capuchino y serreta de frente roja, porrón bastardo y porrón bola, ánade rabudo, porrón albeolo, silbón americano y cuchara común.
El IBA # 33 de Pensilvania se encuentra sobre el frente de Allegheny, y es uno punto de tránsito de una ruta migratoria principal para muchas aves de presa. El águila real, el águila americana, el águila pescadora, y el gavilán rastrero pasan por la zona durante sus períodos de migración anual. Es posible que el águila calva llegue a anidar dentro de este IBA, pero esto no ha sido confirmado aún. Entre las aves de presa que anidan en los bosques del IBA del Black Moshannon se incluyen los azores, el busardo de hombros rojos, el águila aliancha, el ratonero de cola roja, el esparvero chico y el azor de Cooper.
El frío y húmedo hábitat proporcionado por los pantanos del Parque Estatal Black Moshannon ofrece un hogar para algunas aves que están en el límite sur de su hábitat en el centro de Pensilvania. La reinita de Canadá y la reinita de los charcos anidan frecuentemente en los pantanos, al igual que la mosqueta boreal, las mascaritas comunes, el gorrión pantanero, el tordo sargento, y el mímido gris también incuban aquí. El atrapamoscas de olivo, que es considerado en Pensilvania como extinguido localmente, se ha vuelto a ver durante la temporada de cría en el Área Natural Estatal del Black Moshannon. Los observadores de aves han visto varios nidos del cárabo americano dentro del predio privado vecino al parque conocido como la "Asociación Internacional de Abogados", así como el ejemplares del rascón de virginia y la porzana de las carolinas.

## Recreación

### Cabañas, acampada, balnearios, y picnics

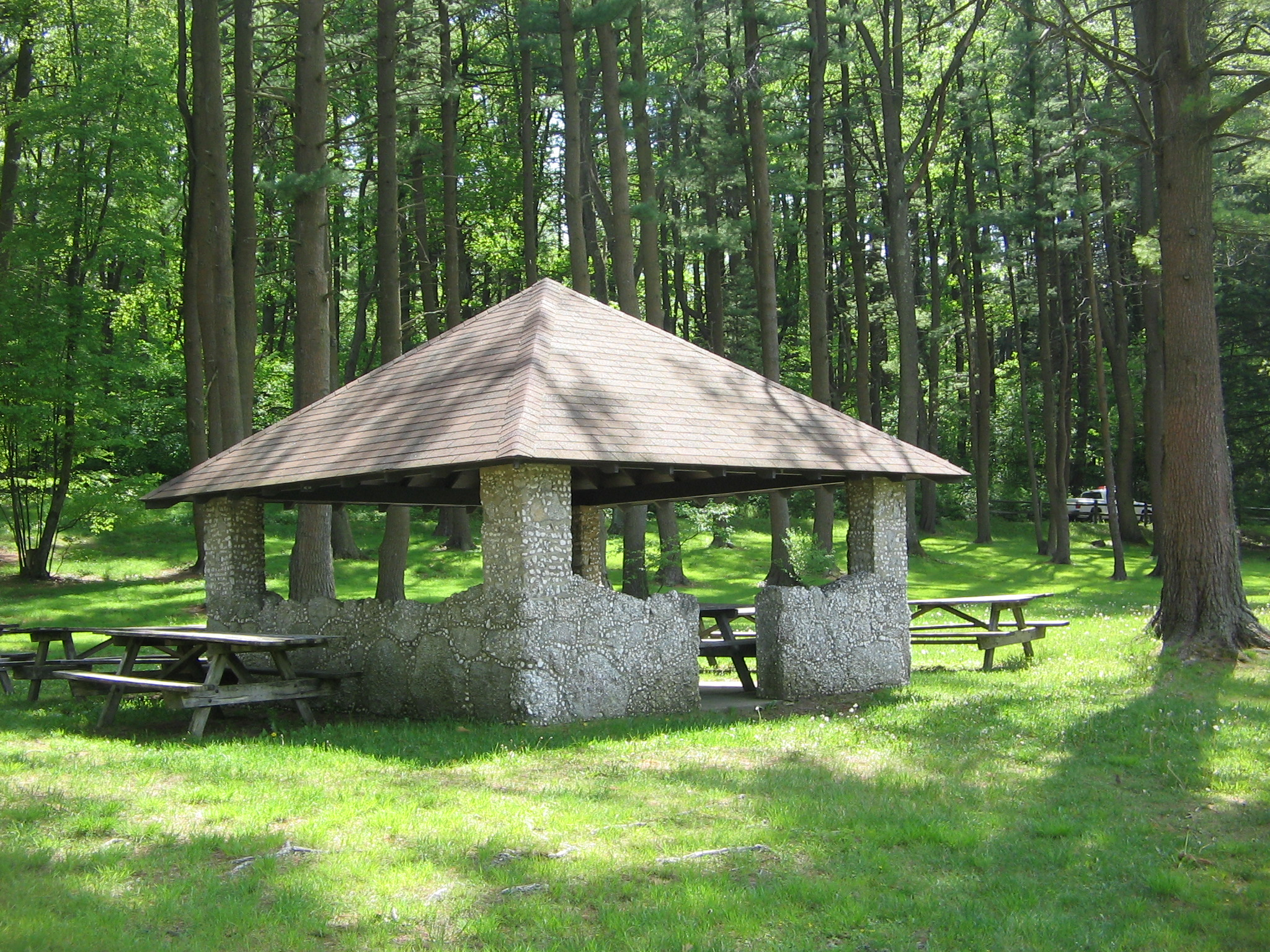
Una garita de una Antigua estación de bombeo construida por la CCC, reformada como quincho para pícnic.

Diecinueve cabañas pueden ser utilizadas por los visitantes en Parque Estatal Black Moshannon. Trece son cabañas rústicas, construidas por la CCC, con luz eléctrica, una estufa a gas y un hogar a leña para calefacción, nevera, camas y literas. Seis cabañas modernas, incluido el antiguo pabellón de esquí, con calor eléctrico, un dormitorio, salón, cocina y baño. Todos los arrendatarios de cabañas traer sus propios artículos para el hogar tales como ropa de cama y utensilios de cocina. Hay 80 cámpines en el Parque estatal Black Moshannon. Cada campamento tiene acceso a baños con inodoros, duchas y bateas de lavandería. Los cámpines también tienen asadores para el fuego y mesas de pícnic. Hay también una zona organizado de tenting, que puede alojar a un grupo de hasta 60 personas. cada uno de los cámpines en el parque tiene acceso a las playas arenosa sobre Lago Black Moshannon, y están abiertos a partir del fin de semana del Memorial Day hasta el fin de semana del Día del Trabajo, junto con las cabañas, y los baños de playa, construido por la CCC. A partir de 2008, ya no hay más socorristas supervisando las playas Hay ocho pabellones de pícnic construidos por la CCC en el parque, que puede ser reservados por una módica suma de dinero. Además de los pabellones, el partque estatal Black Moshannon tiene 250 mesas de pícnic en cuatro áreas de pícnic. El uso de estas mesas de pícnic y pabellones son sin reservas y los ocupa el primero en llegar de forma gratuita.

### Botes, pesca y caza

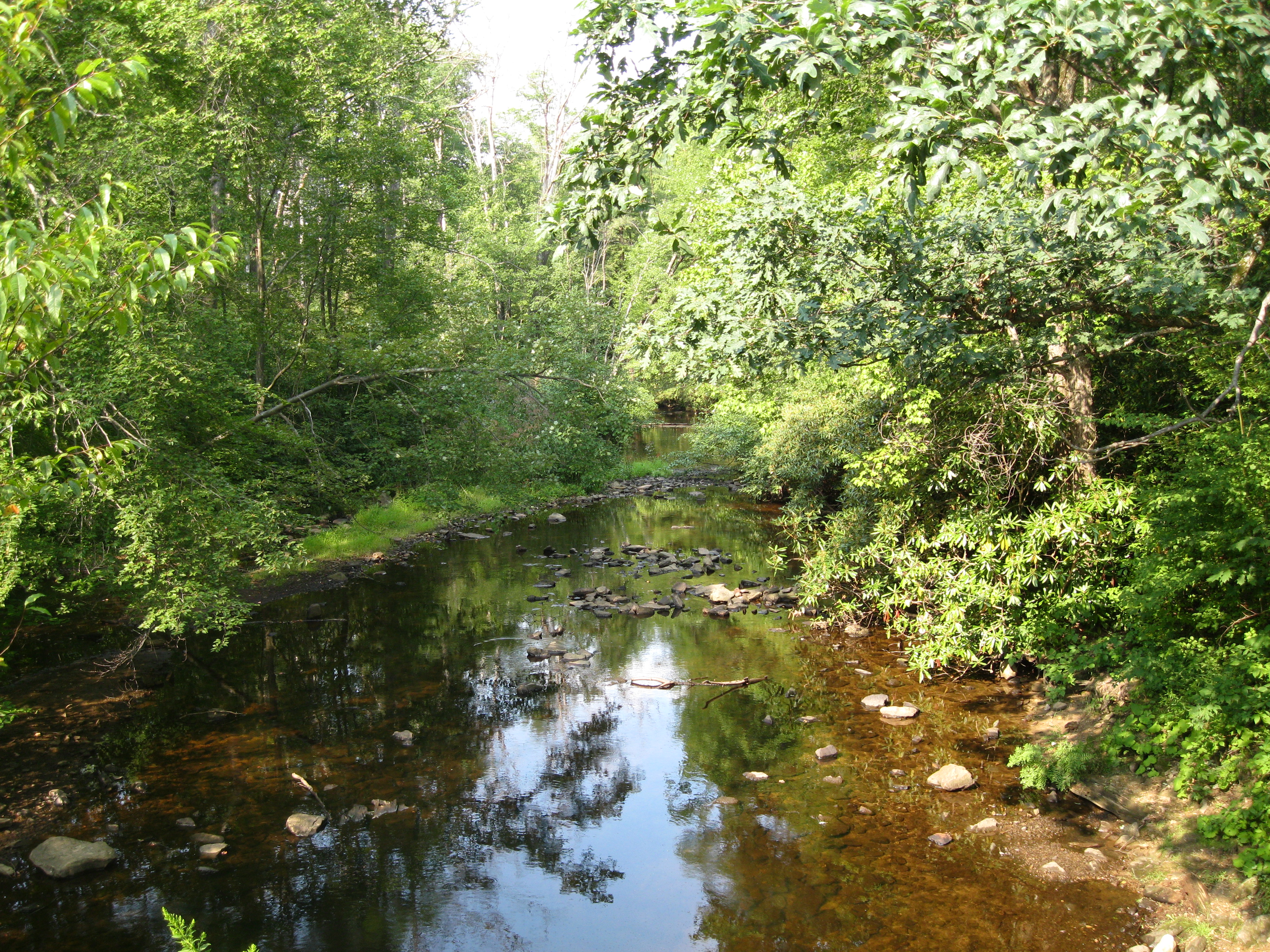
La desembocadura del arroyo Black Moshannon en el lago

En las aguas del lago Black Moshannon, de unas 100 hectáreas de superficie, se practica frecuentemente varias actividades relacionadas con la navegación, tales como canotaje, windsurf, motos de agua y además está autorizado el uso de otras embarcaciones a velas y a motor siempre y cuando estén debidamente registrados en el Estado. Edward Gertler, autor de una serie de libros de canotaje, considera a las llamadas aguas del arroyo Black Moshannon como "las mejores aguas blancas ideales para practicar canotaje al oeste de la subdivisión de las cuencas hidrográficas del Susquehanna en Keystone", y el primer tramo de los rápidos con una longitud de 21,2 km es de clase Grado II en la Escala Internacional de dificultad de Ríos, ideal para la práctica de piragüismo y kayak, y comienza en el parque, justo aguas abajo de la represa.
También es posible practicar "pesca de agua" fría en el arroyo Black Moshannon y en varios de sus afluentes, donde los pescadores encuentran truchas arco iris y brown trout que han sido sembrados por la Pennsylvania Fish and Boat Commission para alentar la pesca deportiva en el parque. Las aguas del Lago Black Moshannon son más calientes que las de los arroyos, y así puede mantener muchas especies diferentes de peces, incluyendo a las lubinas negras, al lucio de lago, percas amarillas, pickerel de cadena, bagre cabeza de toro, lucio europeo, chopa criolla, y otros peces.
La caza está permitida en la mayoría del área del Parque Estatal Black Moshannon, y ayuda a prevenir la superpoblación de animales y la sobreexplotación resultantes del sotobosque. Las especies de caza más comunes son los ruffed grouse, las ardilla grises orientales, los pavos salvajes, y los venado de cola blanca. Sin embargo, la caza de la marmota canadiense está prohibida.

### Travesías
Hay 26 km de senderos en el Parque Estatal Negro Moshannon que están abiertos para el senderismo, esquí de fondo, y motos de nieve. Todos los senderos son caminos abiertos a excursiones, la mayoría están abiertos al esquí durante los meses de invierno, y algunos específicamente para las motos de nieve y para el ciclismo de montaña. El parque es especialmente popular entre los amantes del esquí de fondos debido a su alta elevación. Los esquiadores encontrarán pistas que son en gran parte libre de rocas, con una capa de hierba bajo la nieve. Los senderos son más frecuentados son el “Sleepy Hollow”, el “Séneca”, el de “La India”, y el “Hay Road”. Siete de los trece senderos del parque se han descrito anteriormente, los seis restantes se describen a continuación

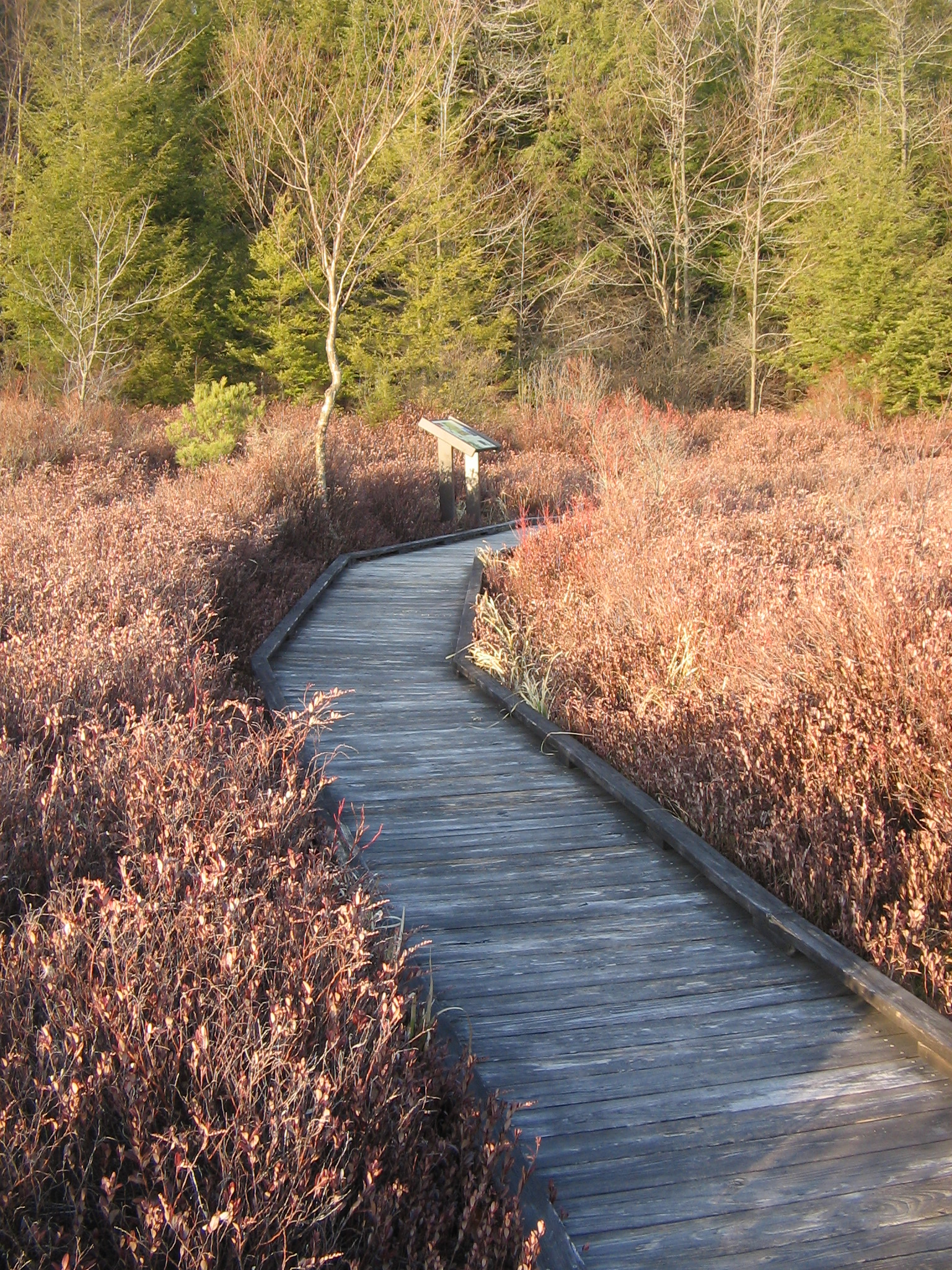
Camino del pantano con una explanada de madera

- Allegheny Front Trail: es un sendero de 67,3 kilómetros que pasa a través del Parque Estatal Black Moshannon y por el Bosque Estatal Moshannon. Fue construido en la década de 1990 y ofrece varias vistas mirando desde lo alto de la escarpa “Frente Allegheny”.[9][44]
- El sendero “Bog”: es un camino costero al lago de 800 m Este sendero fue construido por el Cuerpo de Conservación de Pensilvania y ha recibido premios por su accesibilidad para discapacitados.[34] Las curvas del circuito a través del pantano del parque rodeado de lirios, juncos, arbustos, y varias plantas carnívoras. Los visitantes pueden observar aves acuáticas y la fauna de los pantanos.[2] El parque proporciona embarcaciones y demás elementos especializados para el posibilitar el acceso al pantano a personas con diferentes discapacidades.[9]
- El sendero “Dry Hollow”: es un recorrido abierto de 2,7 kilómetros ideal para la práctica de senderismo, esquí de fondo, bicicleta de montaña y motos de nieve. Se encuentra en un estrecho valle en la base de la antigua pista de esquí alpino. El valle está conformado por bosques abiertos de laurel de la montaña y prados.[9]
- Sendero “Hay Road”: es una pista de 1,8 km que está abierto a senderismo y al esquí de fondo.[8] Es un antiguo camino cubierto de hierba, que pasa a través de los bosques de roble y ceresos. Antiguamente era frecuentado por los granjeros de la zona, que recogían la hierba de los pantanos en lo que es ahora es el Parque estatal Black Moshannon.[9]
- Sendero “Moss-Hanne”: es un circuito cerrado o circular de 18 km de recorrido longitud dentro del Área natural del pantalo Black Moshannon. Está abierto para el senderismo y el esquí de fondo. El camino pasa por varios bosques de pino, magnolias, arboledas de abetos y cicutas que cubren principalmente las zonas más bajas del parque, también hay manchones de moras silvestres y de estanques formados por diques de castores. La zona es pantanosa, y se recomienda usar calzado impermeable, además hay partes del recorrido donde se construyeron pasarelas de madera.[9]
- Sendero “Snowmobile”: es una pista de 1,8 kilómetros que corre paralelo al sendero “Seco Hollow”. Proporciona varios accesos a distintos senderos dentro del Bosque Estatal Moshannon que inclusive están abiertos para recorrerlos en motos de nieve. Durante los meses de verano, este sendero es apto para practicar senderismo y ciclismo de montaña.[9]

### Amigos del Parque Estatal Black Moshannon

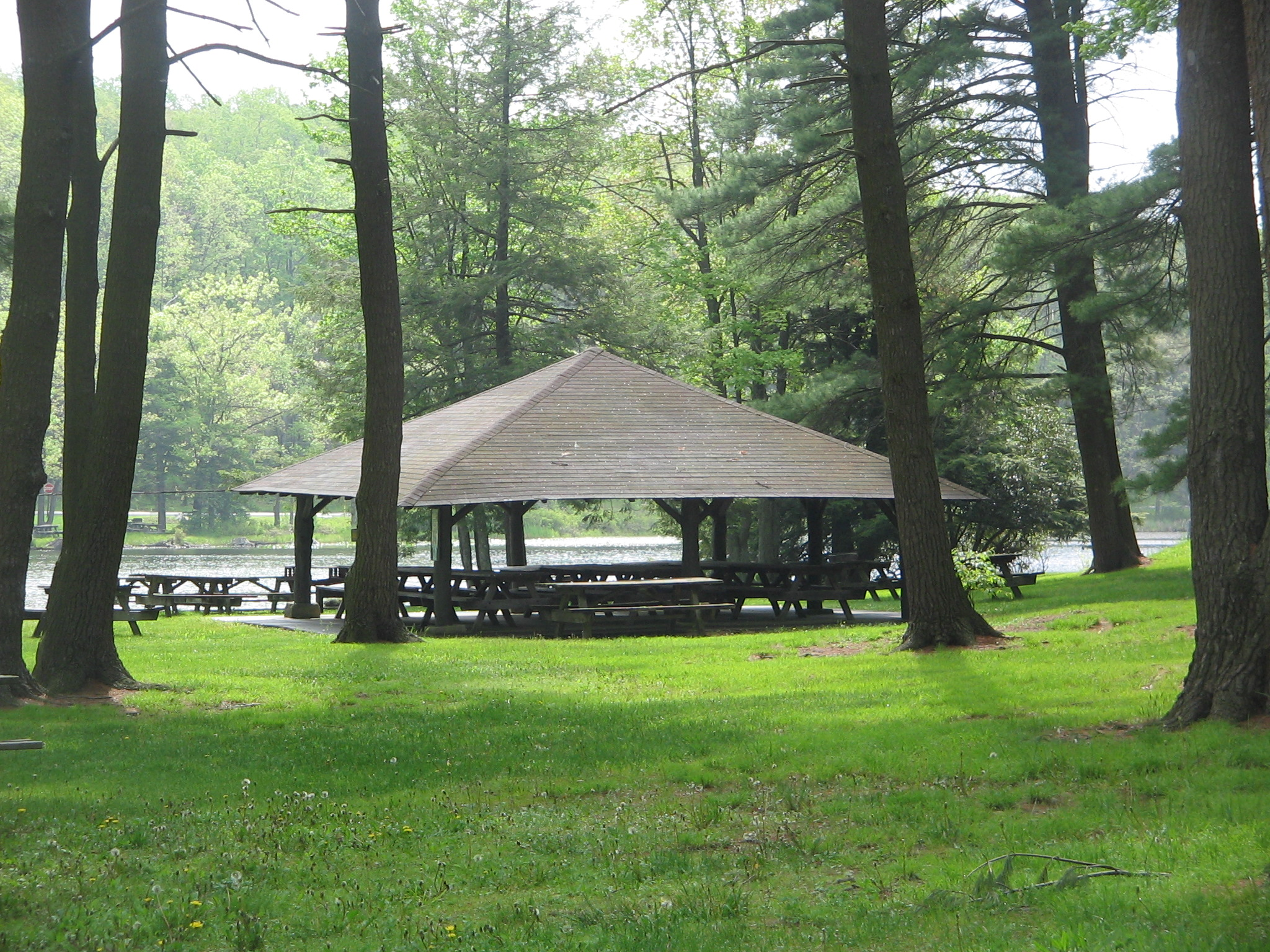
El pabellón "4 a" construido en la playa pertenece al distrito histórico desde 1987.

Los "Amigos del Parque Estatal Black Moshannon" es una organización de voluntarios que promueve el uso recreativo del parque a través de un festival de verano. El grupo también trabaja con el personal del parque para mantener las tierras del parque, servir como anfitriones en los cámpines, llevar las estadísticas de la población del pájaro azul del este, y organizar distintos proyectos de conservación.
El "Festival de Verano" por lo general tiene lugar durante el tercer fin de semana de julio, y los distintos eventos organizados tienen por objetivo principal recordar la historia de la explotación de árboles en el parque (conocida como la "era de la madera"). Durante este festival se realizan competencias típicas como la de rodar sobre troncos en el agua, lanzamientos de hachas y las típicas carreras de aserrado de grandes troncos, así como el lanzamiento de herraduras y el concurso de salivazos de semillas de sandía. El lago Black Moshannon está habilitado para las carreras de canoas y concursos de pesca. Los sábados por la noche se celebra la "fiesta de la hoguera" en la playa, con entretenimientos en vivo y venta de refrescos.